# Egnsret
Egnsretter er madretter fra bestemte egne.
Egnsretter bliver ofte lavet ved højtider, hvor familier samles – det er mad, som markerer tilhørsforhold og traditioner. Der er stærke følelser knyttet til disse retter, og de skal laves på den helt rigtige måde. Den helt rigtige måde kan i øvrigt variere en hel del.
Regional dansk mad var også egnsretter fra tidligere danske områder, herunder Sydslesvig og Skånelandene.

## Udvalgte eksempler
Eksempler på egnsretter fra Danmark:
- Grønlangkål – Jylland: Flere lokale varianter:
  - Vendsyssel: Tilberedes ved lang tids kogning med flæsk og serveres med kanelsukker. Kålen skal ribbes og rives, ikke hakkes. Og ingen fløde-tilsætning, serveres "tør".
  - Sønderjysk grønkål hakkes, koges og tilsættes fløde og ikke kanelsukker.
- Bakskuld – Esbjerg, Fanø og Jyllands vestkyst i øvrigt: Tørrede, røgede, saltede ising.
- Slåbroksild,[4][5] Sjælland (især Nordsjælland).
- Solæg, Sønderjylland: Kogte æg, som koges videre i salt efter de er blevet trillet, så de får fine mønstre. Serveres halve med sennep, chillisovs eller eddike.
- Snysk, sønderjysk kaffebord, surrib, skrædderduelse[6][7], Sønderjylland
- Honningsyp, sol over Gudhjem, Bornholm
- Amagermad, amagergryde, -kotelet, -æggekage,[8] Amager
- Æbleflæsk, rygeost, brunsviger, boghvedegrød, Fyn
- Husmandskål (fedtkål), Falster og Lolland[9][10]
- Tørfisk, Thyborøn